# Szemereyné Pataki Klaudia
Szemereyné Pataki Klaudia (Kecskemét, 1976. március 4. –) magyar közgazdász, politikus (Fidesz), 2014. június 24. óta Kecskemét polgármestere. 2019-ben a Forbes őt választotta a 10. legbefolyásosabb magyar nőnek a közéletben.

## Életpályája
A Corvinus Egyetemen közgazdász, majd közgazdász tanár diplomát szerzett. 1998 óta vesz részt a politikai életben. Korábban több Bács-Kiskun megye-i vezetői állást töltött be. 2008 és 2014 között Kecskemét alpolgármestere volt. 2014. június 24.-én Kecskemét polgármesterévé választották. 2019-ben és 2024-ben ismét bizalmat kapott a kecskeméti választópolgároktól az önkormányzati választásokon.
Polgármesteri tevékenységén túl 2020-tól a Neumann János Egyetemért Alapítvány felügyelő bizottsági tagja.

## Nyelvismerete
Német és angol nyelvvizsgákkal rendelkezik.

## Családja
Házas, két lánygyermeke van.